# Chacun pour soi (film, 1998)
Pour les articles homonymes, voir Chacun pour soi.
Pour plus de détails, voir Fiche technique et Distribution.
Chacun pour soi est un film franco-belge réalisé par Bruno Bontzolakis, sorti en 1998. Alexandre Carrière reçut le prix Michel Simon pour ce film. Le film est sélectionné à Cannes à la Quinzaine des réalisateurs en 1998.

## Fiche technique
- Titre français : Chacun pour soi
- Réalisation : Bruno Bontzolakis
- Scénario : Bruno Bontzolakis et Melina Jochum
- Pays d'origine :  France -  Belgique
- Date de sortie : 1998

## Distribution
- Alexandre Carrière : Nicolas
- Nicolas Ducron : Thierry
- Florence Masure : Françoise
- Dominique Baeyens : Annie
- Manon Gillard : Morgane
- Raphaëlle Lubansu : Sœur de Nicolas
- Manuel Mazaudier : Un soldat en manœuvre